# اهلی شیرازی
محمد بن‌یوسف اهلی شیرازی (زادهٔ ۸۵۸ در شیراز – درگذشتهٔ ۹۴۲ هجری قمری در شیراز) شاعر قرن نهم و دهم هـ. ق که در حدود سال ۸۵۸ هـ.ق. در شیراز زاده شد. اهلی به سال ۹۴۲ هـ. ق در هشتادوچهار سالگی، درگذشت. آرامگاه وی در جوار حافظ قرار دارد.

## دوران جوانی
اهلی از دوران جوانی به تحصیل علوم و فنون پرداخت و چون طبع شعر داشت با سرودن اشعار، شهرت یافت. او از پیروان مذهب شیعه بود و حتی پیش از ظهور دلت صفوی و رسمیت یافتن تشیع در ایران نیز باورهای شیعی خویش را آشکارا در سروده هایش بیان می داشت، چنان که در دیباچۀ مثنوی شمع و پروانه که در زمان سلطان یعقوب آق قویونلو سروده و بدان سلطان تقدیم شده، فصلی را به ستایش علی تخصیص داده و او را با پیامبر اسلام، دو نور دانسته که از یک شمع، مشتق شده اند.

## زندگی هنری اهلی
اهلی در سرودن انواع شعر استاد بود. او در غزلی که حُکم وصیت نامۀ او را برای تعیین مدفنش دارد، خود را شیفتۀ حافظ شیرازی و او را قبلۀ خود معرفی می کند:
| جایم به روز واقعه پهلوی او کنید |  | او قبلۀ من است، رخم سویی او کنید |

با این حال، تأثیر دیگر استادان گذشته در شعر اهلی بسیار بیش از حافظ است. اهلی در خاتمۀ مثنوی شمع و پروانه، خود را در فن مثنوی، فرزند کوچک نظامی و جامی می خواند:
| که شعرم رَشحی از بحر نظامی است |  | کلامم جرعه ای از جام جامی است |

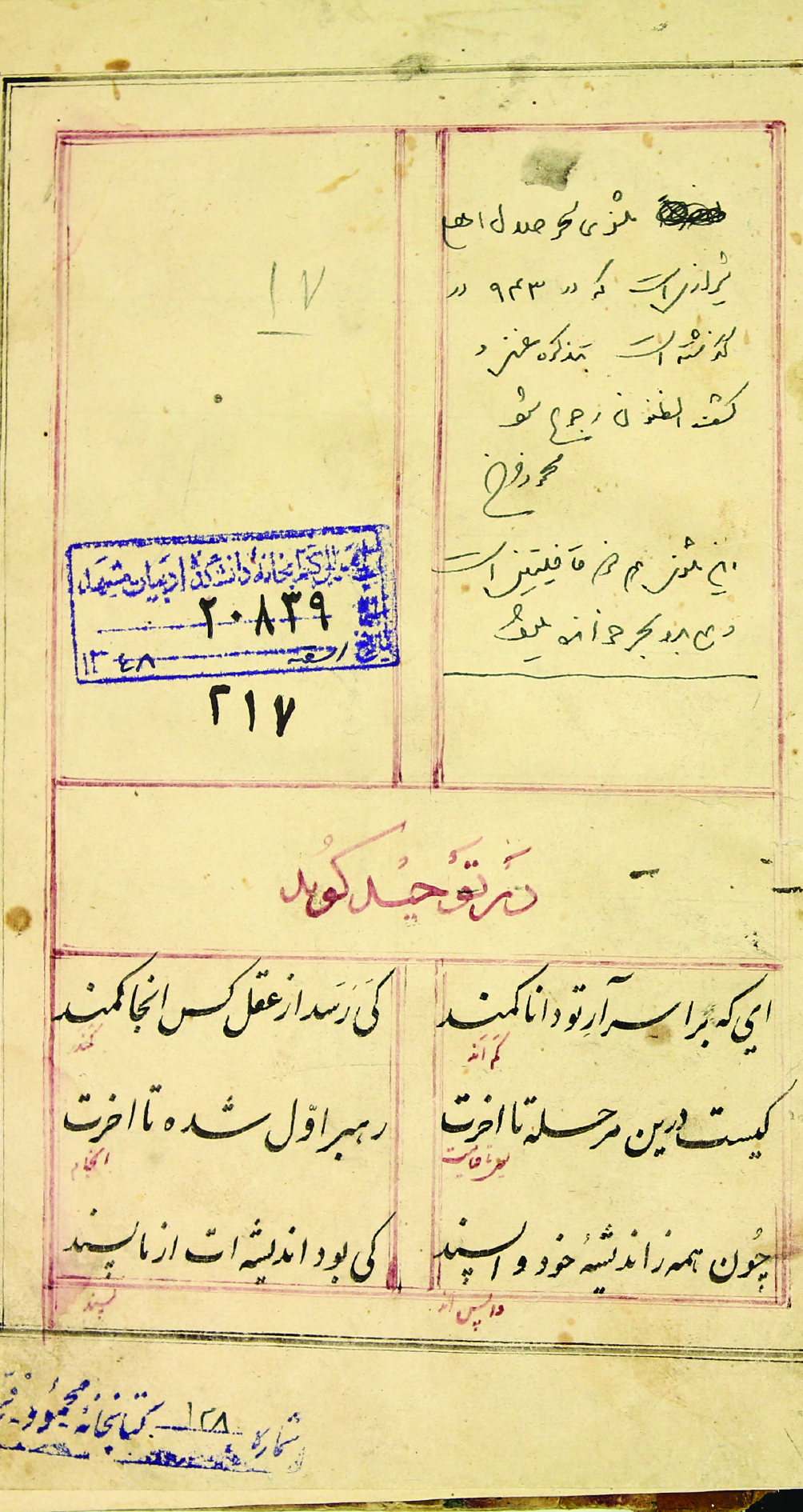
تصویر یکی از صفحات نسخه خطی سحر حلال/ اهدایی کتابخانه محمود فرج به کتابخانه دانشگاه فردوسی مشهد

همچنین غزلیات بسیار لطیف او به سبک سعدی است. نیز تعدای از غزلهای به شیوۀ وقوعی او در وزن و قافیه با غزلهای بابا فغانی شیرازی شاعر بسیار مشهور اواخر عصر تیموری و اوایل عصر صفوی، مشترک است، اما با توجه به هم سن و معاصر بودن این دو و همترازیشان در درجۀ استادی، به درستی نمی توان دانست که تأثیر از کدام سو بوده و تأثّر از کدام سو. در قصیده سرایی پیرو استادان بزرگ قصیده سرایی گذشته است به ویژه در قصاید مصنوع که از سلمان ساوجی الگو می گیرد. مثنوی سحر حلال اهلی در پاسخ به مثنویهای کاتبی نیشابوری است. اهلی در دیباچۀ این مثنوی بیان می دارد که کاتبی نیشابوری مثنوی ای سروده که هر بیتش به دو وزن خوانده می شود و ذوبحرین است و مثنوی دیگری سروده که هر بیتش دو جفت قافیه دارد و ذوقافیتین است و خوانندگان در کار او اعجابها دارند، اما من یک مثنوی خواهم سرود که در آنِ واحد، هم ذوبحرین و هم ذوقافیتین باشد و افزون بر آن، آکنده از تجنیس باشد. شاعران معاشر اهلی، این کار را محال دانستند و به همین سبب پس از توفیق اهلی در این کار، حاصل کارش سِحر حَلال نامیده شد. این مثنوی مصنوع، در ۵۲۰ بیت و در بیان داستان عشق جَم و گُل است و هر بیتش را می توان نخست بر وزن فاعلاتن فاعلاتن فاعلات و سپس بر وزن مفتعلن مفتعلن مفتعل خواند. همچنین هر بیت، دارای دو لایه قافیه است. سحرحلال چندین‌بار در بمبئی، تهران و شیراز و همچنین در سال 1402 به همت انتشارات امید سخن با مقدمه، حواشی و تصحیح عسگر بهمن یارو سمیه عموی به چاپ رسیده است.  نمونه هایی از سحر حلال:
| خواجه در ابریشم و ما در گلیم |  | عاقبت ای‌دل همه یک‌سر گلیم  |
| ***                          |  |                           |
| ساقی از آن شیشۀ منصوردم      |  | در رگ و در ریشۀ من صور دم |

دیگر مثنوی مهم و مشهور اهلی، شمع و پروانه است. این مثنوی، منظومۀ عاشقانۀ بلندی است که قهرمانان آن، نه انسان، بلکه شمع و پروانه اند، امّا با تکنیک تشخیص یا جان‌بخشی، داستانشان چنان روایت می شود که گویی دو انسان اند و شمع که معشوقه است، صاحب خیمه و خدم و حشم است و پروانه، عاشقی آواره است که شبانگاه، در باغی، بزم شمع را می بیند و از طریق دو خادم شمع که عنبر و کافور نام دارند، با شمع مرتبط می شود و شمع، پیکی را با نام نور برای فراخواندن پروانه به خیمه اش که فانوس است، می فرستد، اما رقیبی که همان باد است، مانع می شود. سحرگاه، شمع پس از سوختن از فراق پروانه، می میرد و پروانه که از چنگ باد رهایی یافته، بر مزار او جان می بازد تا در عالمی دیگر به او برسد. اهلی، سبب مرگ پروانه را که نتیجۀ مرگ شمع است، چنین بیان می دارد:
| میان عاشق و معشوق، رازی ست |  | که گر این سوزد آن را هم گدازی است |

این مثنوی را می توان در نوع ادبی فابل دسته بندی کرد. اهلی این مثنوی را بنا به ابیات دیباچه اش، به سلطان یعقوب آق قویونلو اهدا کرده و در آن، یکی از امرای سلطان را نیز با نام قلی بیک ستوده است. یک وجه اهمیت مثنوی شمع و پروانه، مدایح علوی در دیباچۀ این مثنوی، پیش از ظهور دولت صفوی است.
اهلی با توجه به مقام استادی اش در شعر، مورد توجه پادشاهان، امیران و وزیران بود. او افرادی از هر سه دودمان تیموریان هرات، آق قویونلوها و صفویان را ستوده است که از میان آن ها می توان به امیر علیشیر نوایی، سلطان یعقوب آق قویونلو، شاه اسماعیل صفوی، نجم ثانی و شماری از امرا و وزرای معاصرش را برشمرد.
اهلی همچنین از پیشگامان و ارکان شعر شیعی است و همگام با بسط ایدئولوژی شیعی صفویان، اهلی نیز مبدّل به یکی از استادان همیشگی شعر شیعی بویژه شعر عاشورایی شد. این قصیدۀ اهلی در رثای شهیدان کربلا شهرت فراوان دارد:
| چرخ از شفق نه صاعقه در خرمنش گرفت |  | خون حسین تازه شد و دامنش گرفت |

## آثار منظوم اهلی
در کتاب هدیةالعارفین از دوازده کتاب و رساله اهلی بدین ترتیب نام‌برده شده:
- تحفةالسلطان فی‌منقب‌النعمان
- ترجمه مواهب‌الشریعه
- دیوان شعر
- رباعیات گنجفه
- رساله عروض و قافیه
- رساله معما
- زبدةالاخلاق
- مثنوی سحرحلال
- قصاید مصنوعه در مدح امیر علیشیر
- سرالحقیقه
- مجمع‌البحرین
- مخزن‌المعانی
- مثنوی شمع و پروانه

و ۳ قصیده به پیروی از سلمان ساوجی
کلیات اشعار اهلی به کوشش حامد ربانی در فروردین ۱۳۴۴ در ۸۷۱ صفحه منتشر شد. چند بیت از دیوان او:
| همه جانی از لطافت همه عمر و زندگانی   |  | به که نسبتت کنم من که به هیچ کس نمانی    |
| به سماع چون درآیی من و صدهزار چون من  |  | همه جان در آستینها که تو دست برفشانی     |
| تو به لب مسیحی امّا نفسی که زنده ام من |  | مکشم به لطف و بنشین پس از آن دگر تو دانی |
| ***                                   |  |                                          |
| جایم به روز واقعه پهلوی او کنید       |  | او قبلۀ من است، رخم سوی او کنید          |
| نخلی برآورید بلند و به سایه اش        |  | خاکم به یاد قامت دلجوی او کنید           |
| در شیشه ای کنید گلاب سرشک من          |  | وان را که یار کشت، کفن شویِ او کنید       |
| ***                                   |  |                                          |
| خواه از لب مسیحا، خواه از زبان ناقوس  |  | صاحب‌دلان شناسند آواز آشنا را             |
| ***                                   |  |                                          |
| میان عاشق و معشوق، رازی ست            |  | که گر این سوزد آن را هم گدازی ست         |
| ***                                   |  |                                          |
| چو نتوان کارها بی دسترس کرد           |  | به قدر دسترس باید هوس کرد                |
| ***                                   |  |                                          |
| خندید گل و غنچه شکفت و چمن آراست      |  | آن غنچه پژمرده که نشکفت، دل ماست         |
| با خار غمم خار گل ای مرغ چمن چیست؟    |  | کاین خار من اندر جگر و خار تو در پاست    |
| گلگشت چمن بر دل آزاده بود خوش         |  | مرغان چمن را به گل و سرو چه پرواست       |
| ***                                   |  |                                          |
| اهلی مراد خویش زرندان دیر خواه        |  | از زاهدان صومعه همت طلب مکن              |
| ***                                   |  |                                          |
| زاهد به ره کعبه روان کاین ره دین است  |  | خوش می‌رود اما ره مقصود نه این است        |

## پی‌نوشت
1. ↑  اطلاعات عمومی. عنایت‌الله شکیباپور. کتاب‌فروشی اشراقی. ص ۷۸
2. ↑  خانه کتاب ایران. «مثنوی سحر حلال،؛ داستان عشق گل و جم». دریافت‌شده در ۲۰۲۴-۰۶-۳۰.